# Protopunk
Protopunk, o proto-punk, es un término que se ocupa para describir un tipo de música rock de los años 60 y 70 que precedió al movimiento del punk. Usualmente se usa de forma retrospectiva para aquellos músicos que anticiparon varias de las características musicales y temáticas del punk.

## Descripción
El término no describe a un género musical sino a un grupo de bandas. Tampoco fue un movimiento musical propiamente dicho. Las bandas que son clasificadas de esta manera fueron inclasificables en su momento y esto no cambió hasta bastante tiempo después del surgimiento del punk, momento en que esta clasificación se empieza a usar retrospectivamente para unir bajo una sola palabra a todas estas bandas. Hasta este momento no había nada que uniera a las bandas lo suficiente.
Estas bandas presentaban un sonido y letras desafiantes para las modas y tendencias de su época, completamente opuestos al utopismo y optimismo del movimiento hippie. Esto los llevó a un lugar marginal dentro de la escena y la industria. Gran parte de ellas fueron ignoradas en su momento y no revalorizadas hasta mediados de la década de 1970 cuando la escena punk comenzaba a tomar forma.

## Historia
La escena de Detroit fue esencial para el protopunk con dos bandas de gran importancia: The Stooges y MC5. El año clave es 1969 en el cual se editan los álbumes debut de ambas bandas, el homónimo The Stooges y Kick Out the Jams de MC5, ambos dueños de un sonido muy crudo y canciones casi amelódicas. Otras bandas del llamado Detroit Rock que influenciaron a bandas punk con su sonido crudo a finales de los 60 y principios de los 70 son ? & The Mysterians y Destroy All Monsters (donde tocó Ron Asheton de The Stooges), aunque sus nombres sean más asociados con el garage rock que otras bandas como The Stooges y MC5. El garage rock fue una gran influencia también para el punk con bandas como The Flamin' Groovies que fueron reivindicadas con el surgimiento del punk.
A principios de los 70 en Nueva York, los New York Dolls comenzaban lo que finalmente se convertiría en la escena punk con un sonido muy influenciado por los primeros The Rolling Stones y una imagen glamourosa que los incluiría también dentro de la escena glam rock (estilo que es muy cercano al proto-punk y que ejerció gran influencia sobre las bandas punk inglesas). Otras bandas de Nueva York como The Dictators con su disco The Dictators Go Girl Crazy! y Suicide, aunque no editaron ningún disco hasta la segunda mitad de los 70, también pueden ser clasificadas como proto-punk.
En el Reino Unido la mayoría de las bandas precursoras del punk están incluidas dentro de la escena glam rock o pub rock. Artistas como T. Rex, Mott The Hopple, Slade y David Bowie fueron grandes influencias para los primeros artistas y sellos punk británicos. The Who y The Kinks también son consideradas bandas proto-punk inglesas. También bandas de garage rock como The Troggs y todo el movimiento pub rock fueron importantes para los artistas punk y reivindicadas por algunos de ellos.
Cabe destacar también ciertos temas de hard rock, como Communication Breakdown de Led Zeppelin, Paranoid de Black Sabbath o I'm Eighteen de Alice Cooper), algunos temas de rock psicodélico, como Break on Through (To the Other Side) de The Doors y Seven & Seven is de Love que servirían de antecedentes a la música punk y que son comúnmente considerados como temas proto-punk.
También podemos considerar proto-punk al surf rock californiano, caracterizado por su velocidad, su experimentalidad y primitivismo. Especialmente podemos mencionar a la canción Surfin' bird de The Trashmen, versionada por los Ramones.

### Hispanoamérica
Paralelamente en 1964 aparecería en Lima (Perú) la banda Los Saicos, banda con sonidos estridentes, rasgados y temáticas rebeldes, considerados por varios especialistas como la primera banda clasificada como protopunk en la historia. Una de sus canciones más representativas es «Demolición» (en 2011 fue lanzado un documental, Saicomanía sobre su historia, música y legado en el rock mundial).